# کوین می‌تونه خودشو ب**د
کوین می‌تونه خودشو ب**د (انگلیسی: Kevin Can F**k Himself) مجموعهٔ تلویزیونی کمدی سیاه آمریکایی است. ولری آرمسترانگ سازنده و تهیه‌کنندهٔ این مجموعه است. داستان این مجموعه در ووستر، ماساچوست می‌گذرد و راوی داستانی زنی به نام الیسون (انی مورفی) است که سعی دارد در ازدواج ناموفقش با کوین، شوهری بهانه‌گیر و کودک‌مآب، تغییر ایجاد کند؛ مجموعه زمان‌هایی که زن با شوهرش است را به شکل زنان کلیشه‌ای مجموعه‌های کمدی موقعیت نشان می‌دهد و زمانی که زن تنهاست شبیه سریال‌های درام به شکل تک‌دوربینی روایت می‌کند.